# Lecaniobius capitatus
Lecaniobius capitatus is een vliesvleugelig insect uit de familie Eupelmidae. De wetenschappelijke naam is voor het eerst geldig gepubliceerd in 1924 door Gahan.